# 贝尼卡尔洛
贝尼卡尔洛，是西班牙瓦伦西亚自治区卡斯特利翁省的一个市镇。总面积48平方公里，总人口20542人（2001年），人口密度428人/平方公里。

## 地理
位于Bajo Maestrazgo地区，距省会69公里。镇内交通要道有地中海高速公路( AP-7 ) 和N-340国道以及一条连接卡利格的地方道路。该镇位于称为Plana de Benicarló的沿海平原，塞克河和一些林荫大道（例如 Rambla de Alcalá）通过该平原流入地中海。 镇内的著名山丘有Coll de la Malea de Març（177 米）、Coll de la Tossa（166 米）和 Puig de la Nau（162 米）。全镇海拔高度介于 177 米 (Coll de la Malea de Març) 和海平面之间。镇中心海拔12米。

## 历史
贝尼卡尔洛发现的最古老的遗迹是在伊比利亚城镇拉托萨和普伊格德拉瑙发现的遗迹，这些遗迹可以见证公元前 5 世纪和 6 世纪该地区达到的鼎盛发展。遗迹的城墙部分，位于这座小镇的郊区。贝尼卡尔洛(Benicarló) 的发源地是穆斯林时代末期佩尼斯科拉 (Peníscola) 的贝尼加兹鲁姆 (Beni-Gazlum)农舍。国王詹姆斯一世在收复失地后，给予了它自治区的特许状，并于 1236 年 6 月 14 日授予城镇特许状，归萨拉戈萨管辖，名称为贝尼卡斯特洛，此后历代君主也授之特权。但直到 16 世纪至 17 世纪，佩尼斯科拉市才实现完全自治。 1294 年，圣殿骑士团得到其管辖权，后于 1319 年其管辖权又转至蒙特萨骑士团，此后开启了其前所未有的经济和社会发展阶段。 1370 年，礼仪者彼得授予其在海滩上装卸货物的权利，并无需捐税。在日耳曼尼亚时期，因其人民忠于国王和蒙特萨骑士团，在 1521 年被日耳曼人围困。这一行动帮助其在 1523 年 10 月 20 日得到国王卡洛斯一世恩赐并获得了头衔别墅以及进口小麦和举办年度博览会的其他特权。 1556年遭到土耳其海盗的袭击。17世纪中叶， 贝尼卡尔洛与巴伦西亚其他城镇一样，遭受了鼠疫流行的影响，导致 500 多人死亡。此后一场瘟疫更是摧毁了田地和大部分葡萄园，加剧了危机。18世纪初发生了继承战争，该镇向阿斯菲尔德将军投降（1706 年）。独立战争中他抵抗苏歇的进攻，积极参加游击队的组建。在卡洛斯战争中，它遭受了卡布雷拉本人的攻击。19世纪 ，该镇通过建造航运码头进行了扩张。根据 1926 年 10 月 22 日的皇家法令，阿方索十三世国王授予该镇城市称号。内战期间贝尼卡洛多次遭到佛朗哥空军的轰炸。 1938年4月3日，意大利法西斯航空轰炸，造成24人死亡、30多人受伤。

## 友好城市
- 法國 圣波勒德莱昂